# Спартијати
Спартијати су били мушки становници античке Спарте, чланови „заједнице једнаких“. Поседовали су грађанска права и служили спартанску војску.

## Положај
Спартијати су, по правима, били изнад перијека и хелота. Заједница једнаких поделила је земљиште долине реке Еуроте између спартијата. Сваки посед био је једнаке величине и носио је назив „клер“. Клерове су обрађивали хелоти, а самим спартијатима је било забрањено да дуже бораве на њима. Чланови герузије и ефората бирани су само из редова спартијата. Сви пунолетни спартијати чинили су Народну скупштину Спарте - апела. На њој су гласали повицима, а побеђивала је најгрлатија група. 

## Живот спартијата
Живот сваког спартијата се од самог рођења налазио под пажњом државе. Дечаци су остајали у породици до своје осме године након чега су од њих формиране агеле (грчки: стада) под руководством паидонома. Паидономи су од младих Спартанаца покушавали да направе ратнике. Дечаци су лишавани хране, воде, сна, подвргавани тешком физичком напору. Развијана је способност једноставног (лаконског) изражавања мисли. Обука се завршавала када младић напуни двадесет и једну годину. Тада је он постајао пуноправни спартијат. До своје шездесете године спартијат је био војник распоређен у једну од пет борбених формација - лохоса.